# Vinciennite
La vinciennite è un minerale.